# Franklin (série de televisão)
Franklin é uma série animada americana–canadense criada pela Nelvana e Nick Jr. Productions exibida no Brasil pelo canal pago Discovery Kids, mas ele já foi exibida pelo Cartoon Network. O desenho é baseado nos livros escritos por Paulette Bourgeois e tem como protagonista um jovem tartaruga chamado Franklin que vive com sua família e amigos em um vilarejo perto da floresta. Todos os personagens são animais nativos da América do Norte. A série se estreou de aires a as 9:30 a.m. ET/PT tempo em 11 de janeiro de 1999 em Nickelodeon's Nick Jr. quadra nos Estados Unidos e em Treehouse TV no Canadá. Franklin já conta com seis temporadas e dois filmes.

## O Programa
Cada episódio de Franklin consiste de duas histórias com doze minutos de duração. Há um narrador nunca visto que introduz cada episódio mas não volta a ser ouvido no resto da história.
A cidade em que Franklin e os outros animais vivem chama-se Woodland, um lugar calmo onde animais de diversas espécies convivem juntos. Tecnologia existe, mas é raramente usada na série e os personagens sabem conviver pacificamente com a natureza.
Franklin e seus amigos são crianças (ou melhor, filhotes) com idade aparentemente entre seis e nove anos. A irmãzinha de Franklin, Harriet, tem apenas dois. Os personagens costumam se divertir brincando, desenhando e vivendo aventuras.

## Local
A julgar pelas espécies animais e pelo clima, Woodland deve localizar-se no norte dos Estados Unidos ou mais provavelmente no sul do Canadá (já que o desenho é canadense). Woodland é uma cidade pequena e existe em perfeita harmonia com a natureza. Lá podem ser encontrados parques, lojas, uma escola, uma livraria, poucas ruas (o único veículo visto regularmente é o ônibus escolar). As casas são confortáveis e simples, contendo tecnologia suficiente para o conforto de seus moradores, mas nada além disso (há eletricidade, mas são raros aparelhos como computador e televisão. Os pais de Franklin costumam ouvir ao rádio).
Franklin e sua família vivem em uma casa branca em forma de iglu. Ele e sua irmã possuem cada um quarto, mas onde seus pais dormem nunca foi revelado. Outros personagens, como o Urso, vivem em casas construídas em árvores. O Castor mora em uma represa e o Caracol aparentemente reside em sua concha.

## Personagens
- Franklin (Noah Reid) - O jovem tartaruga que já sabe contar de dois em dois e amarrar os sapatos é a estrela do show.
- Harriet (Bryn McAuley) - A irmâ mais nova de Franklin as vezes o irrita acidentalmente, mas os dois de amam muito.
- Sr. Tartaruga (Richard Newman) - Pai de Franklin e Harriet. Um tartaruga gentil que é ótimo em consertar coisas.
- Sra. Tartaruga (Elizabeth Brown) - Mãe de Franklin e Harriet.
- Vovó Tartaruga (Corinne Conley) - Mãe do Sr. Tartaruga e avó de Franklin e Harriet. A Vovó Tartarugo é o único membro da família cuja profissão já foi revelada na série: ela é professora de piano.
- Urso (Luca Perlman) - Um jóvem urso com um enorme apetite, mas o sujeito mais gentil e amigável do mundo. É o melhor amigo de Franklin.
- Beatriz (Kristen Bone) - Irmãzinha do Urso e a melhor amiga de Harriet.
- Dra. Urso (Mari Trainor) - Mãe de Urso e Beatriz e a médica da cidade.
- Caracol (Kristen Bone) - Um dos melhores amigos de Franklin, um sujeito simpático, mas muito lento. O Caracol é o único dos amigos de Franklin que aparentemente não possui família nem casa. Ele mora sozinho em sua concha como um caracol de verdade mas é feliz e nunca se desanima, pois pode contar com a companhia de seus amigos.
- Castor (Taylor McMi) - Uma jovem castor que adora brincar e está sempre de bom humor. Ou quase...
- Sr. Castor (Adrian Truss) - Pai de Castor e um grande carpinteiro. Construiu a casa na árvore onde Franklin e os outros gostam de brincar.
- Raposa (Stuart Landrell) - Outro dos amigos de Franklin, o Raposa pensa que é um sujeito esperto, mas as vezes acaba se metendo em enrascadas. Felizmente ele sempre pode contar com a ajuda de seus amigos.
- Sr. Raposa (Paul Haddad) - O pai do Raposa dirige o ônibus escolar e sabe construir muitas coisas legais usando sucata.
- Ganso (Olivia Garratt) - Outra amiga de Franklin.
- Sra. Ganso (Catherine Disher) - Mãe da Ganso, trabalha na livraria.
- Lontra (Sophie Lang) - Uma das amigas de Franklin. adora brincar na água. Deixou o show na segunda temporada pois mudou-se para outra cidade.
- Guaxinim (Jamie Haydon-Devlin) - Um dos amigos de Franklin menos vistos. Aparece apenas em alguns episódios.
- Sr. Guaxinim (Dan Lett) - Pai do Guaxinim e é o policial da cidade. Garante sempre a segurança de todos.
- Sr. Toupeira (William Colgate) - Um simpático e otimista toupeira que possui uma loja no centro e gosta de jardinágem. Está sempre alegre e gosta de ajudar a comunidade, catando lixo no chão.
- Sr. Coruja (James Rankin) - O esperto e paciente professor de Franklin e seus amigos. Sempre tem algo a ensinar.
- Sr. Texugo (Neil Crone) - O carteiro da cidade.

### Nomes originais
Nos livros originais em francês todos os personagens possuem nomes humanos e Franklin é chamado de Benjamin. O segundo nome foi provavelmente escolhido devido ao famoso cientista Benjamin Franklin, inventor do pára-raios.
- Franklin - Benjamin
- Harriet - Henrietta
- Urso - Martin
- Caracol - Arnaud
- Castor - Lili
- Raposa - Raffin
- Ganso - Béatrice
- Lontra - Aurélie

## Produção

### Roteiristas
- Brian Lasenby - 32 episódios
- Nicola Barton - 21 episódios
- Ken Ross - 13 episódios
- John van Bruggen - 10 episódios
- Bob Ardiel - 8 episódios
- Bonnie Chung - 6 episódios
- Karen Moonah - 6 episódios
- Frank Diteljan - 4 episódios
- Laura Kosterski - 4 episódios
- Patrick Granleese - 4 episódios
- Bridget Newson - 4 episódios
- Betty Quan - 4 episódios
- Peter Sauder - 4 episódios
- Kim Thompson - 4 episódios
- Richard Elliott (II) - 3 episódios
- Maureen Paxton - 3 episódios
- Simon Racioppa - 3 episódios
- Bruce Robb - 3 episódios
- James Backshall - 2 episódios
- Lynn Mason - 2 episódios
- Mark Mayerson - 2 episódios
- Jennifer Pertsch - 2 episódios
- Dale Scott (II) - 2 episódios
- Paula Butorac - 1 episódio
- Neal Colgrass - 1 episódio
- Dave Dias - 1 episódio
- Sheila Dinsmore - 1 episódio
- Richard Jones (II) - 1 episódio
- Shawn Kalb - 1 episódio
- Nicole Keefler - 1 episódio
- Leah Lepofsky - 1 episódio
- Shane MacDougall - 1 episódio

### Diretores
- Gary Hurst - 52 episódios
- John van Bruggen - 15 episódios
- Dermot Walshe - 13 episódios
- Arna Selznick - 1 episódio

### Música
- Bruce Cockburn

## Episódios

### Primeira Temporada
1. Franklin Plays the Game / Franklin Wants A Pet
2. Hurry Up, Franklin / Franklin's Bad Day
3. Franklin Goes to School / Franklin Is Lost
4. Franklin Has a Sleepover / Franklin's Halloween
5. Franklin Rides a Bike / Franklin Is Messy
6. Franklin Fibs / Franklin's Blanket
7. Franklin is Bossy / Franklin's Fort
8. Finders Keepers for Franklin / Franklin's New Friend
9. Franklin's School Play / Franklin and the Secret Club
10. Franklin and the Red Scooter / Franklin in the Dark
11. Franklin and the Tooth Fairy / Franklin Takes the Blame
12. Franklin's Christmas Gift / Franklin's Granny
13. Franklin and the Baby / Franklin Goes to Day Camp

### Segunda Temporada
1. Franklin's Visitor / Franklin's Not-So-Broken Bone
2. Franklin's Gift / Franklin Growing Up Fast
3. Franklin the Spy / Franklin's Library Book
4. Franklin's Kite / Franklin and the Babysitter
5. Franklin and the Broken Globe / Franklin's Valentines
6. Franklin's Family Treasure / Franklin's Music Lessons
7. Franklin Takes a Trip / Franklin's Bicycle Helmet
8. Franklin's Birthday Party / Franklin's Nickname
9. Franklin and Otter's Visit / Franklin's Collection
10. Franklin Says Sorry / Franklin and the Fire
11. Franklin's Garden / Franklin Runs Away
12. Franklin's Gloomy Day / Franklin Tells Time
13. Franklin's Test / Franklin and the Duckling

### Terceira Temporada
1. Franklin and His Night Friend / Franklin and the Two Henrys
2. Franklin's Nature Hike / Franklin's Starring Role
3. Franklin's Masterpiece / Franklin and the Computer
4. Franklin the Trooper / Franklin's Fossil
5. Franklin and the Fortune Teller / Franklin's Cellar
6. Franklin Plants a Tree / Franklin the Hero
7. Franklin's Day Off / Franklin's Homemade Cookies
8. Franklin the Fabulous / Franklin Camps Out
9. Franklin and the Puppy / Franklin Takes The Bus
10. Franklin and the Copycat / Big Brother Franklin
11. Franklin and the Grump / Franklin's Promise
12. Franklin and the Thunderstorm / Franklin's Maple Syrup
13. Franklin Helps Out / Franklin's Missing Snacks

### Quarta Temporada
1. Franklin's Good Deeds / Franklin's Submarine
2. Mr. Fix-It Franklin / Franklin Has the Hiccups
3. Franklin Delivers / Franklin's Shell Trouble
4. Franklin's Sailboat / Franklin Snoops
5. Franklin's Father / Franklin Plays Hockey
6. Franklin and the Puppet Play / Franklin's Stopwatch
7. Franklin Meets Ermine / Franklin's Funny Business
8. Franklin and Sam / Franklin's Berry Patch
9. Franklin's Rival / Franklin and the Trading Cards
10. Franklin's Robot / Franklin the Detective
11. Franklin the Fearless / Franklin's Lucky Charm
12. Franklin at the Seashore / Franklin & Snail's Dream
13. My Franklin / Franklin's Mom

### Quinta Temporada
1. Franklin the Teacher / Franklin's Allergy
2. Franklin Loses a Book / Franklin and Betty
3. Franklin's Pumpkin / Franklin's Jug Band
4. Franklin and the Bus Patrol / Franklin and Wolvie
5. Franklin Stays Up / Franklin's Bargain
6. Franklin's Big Game / Franklin's Reading Club
7. Franklin in Two Places / Franklin's First Star
8. Franklin's Float / Franklin's Party Plans
9. Gee Whiz Franklin / Franklin Can't Wait
10. Franklin's Spring First / Franklin Plays Golf
11. Franklin's Canoe Trip / Franklin's Interview
12. Franklin's Crystal / Franklin's Advice
13. Franklin's Cookie Question / Franklin's Picnic

### Sexta Temporada
1. Franklin Itching to Skateboard / Franklin Forgives
2. Hockey Fan Franklin / Mother Hen Franklin
3. Franklin's Badge / Franklin Stargazes
4. Franklin's Swimming Party / Franklin's Soccer Field Folly
5. Franklin the Weather Turtle / Franklin's Dance Lessons
6. Franklin in Charge / Franklin's UFO
7. Franklin Migrates / Franklin the Photographer
8. Franklin's Word / Franklin's Pond Phantom
9. Franklin the Coach / Franklin Plays it Safe
10. Franklin's Favorite Card / Franklin's Expedition
11. Franklin's Bike-A-Thon / Franklin's Candy Caper
12. Franklin's Go-Cart Race / Sir Franklin's Squire
13. Franklin Sees the Big Picture / Franklin Figure Skates

## Filmes
- Franklin and the Green Knight
- Franklin's Magic Christmas
- Franklin to the Rescue! (2015)
- Franklin and the Wok (2015)